# Sint-Johanneskerk (Nieblum)
De Sint-Johanneskerk (Duits: St. Johannis) is een lutherse parochiekerk in Nieblum op het Noord-Friese waddeneiland Föhr. De parochie omvat naast Nieblum eveneens de dorpen Oevenum, Midlum, Alkersum, Borgsum en Witsum. Het is de oudste en de grootste kerk van het eiland en staat als grootste dorpskerk van Sleeswijk-Holstein ook bekend onder de naam Friesendom.

## Geschiedenis

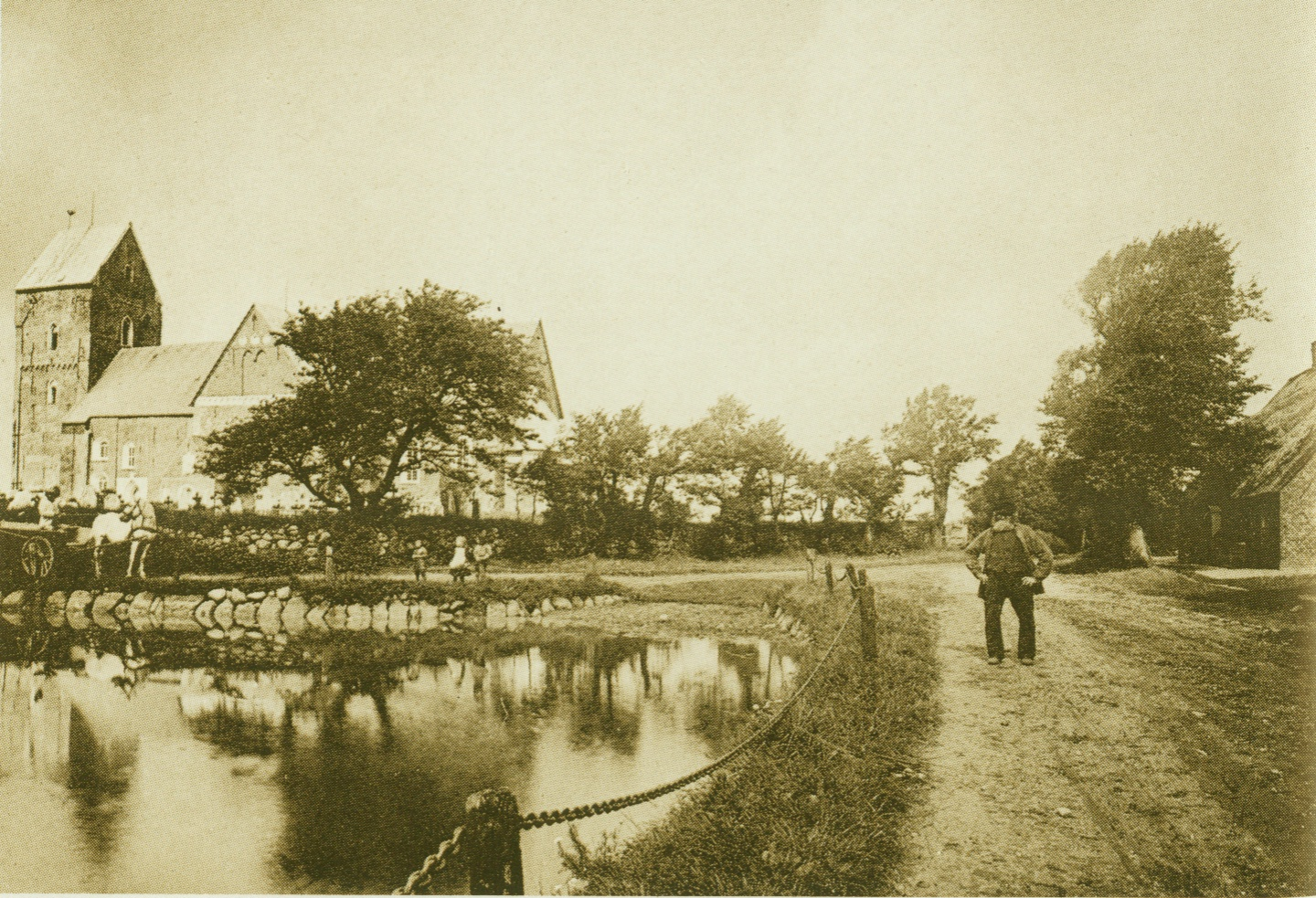
de Johanneskerk in 1895

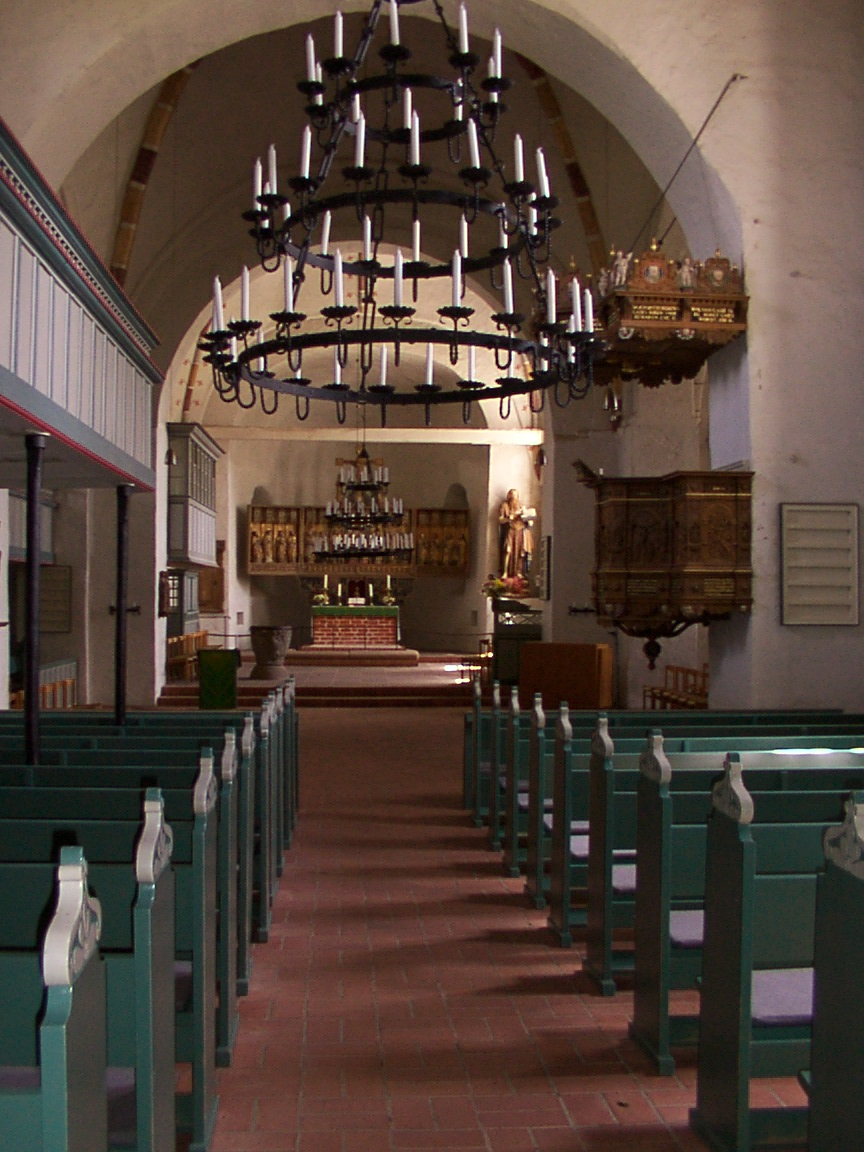
Interieur

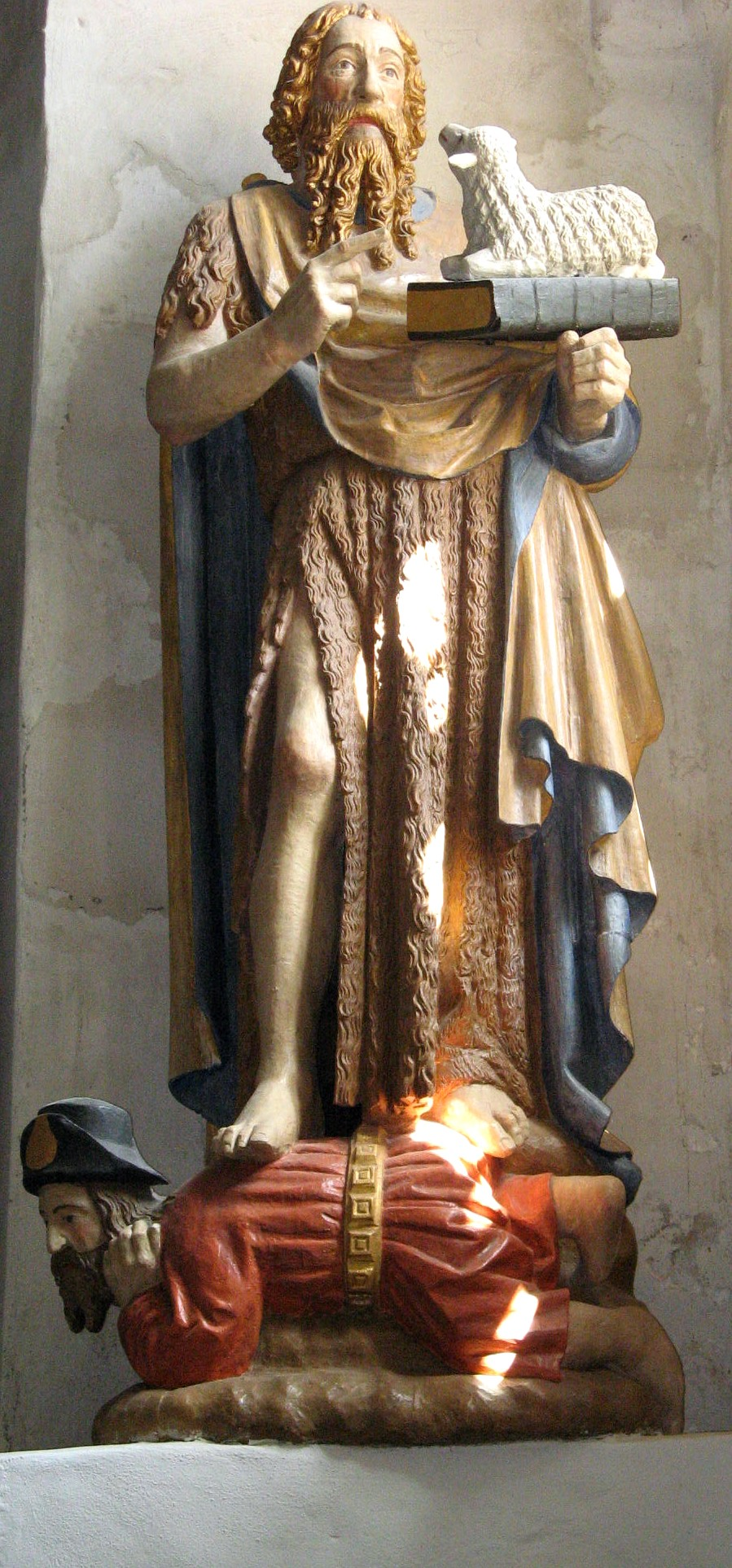
Beeld van de kerkpatroon

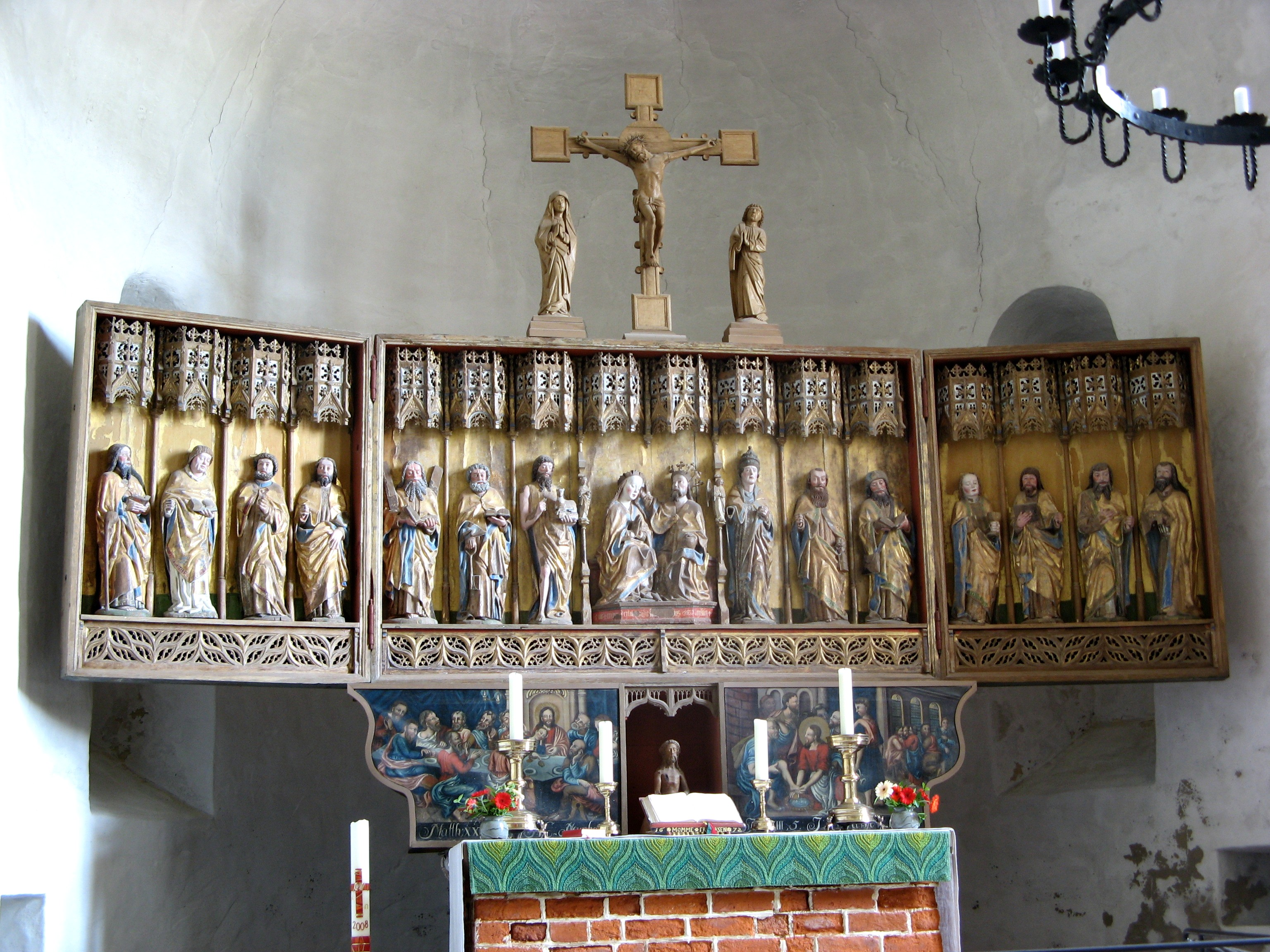
Altaar

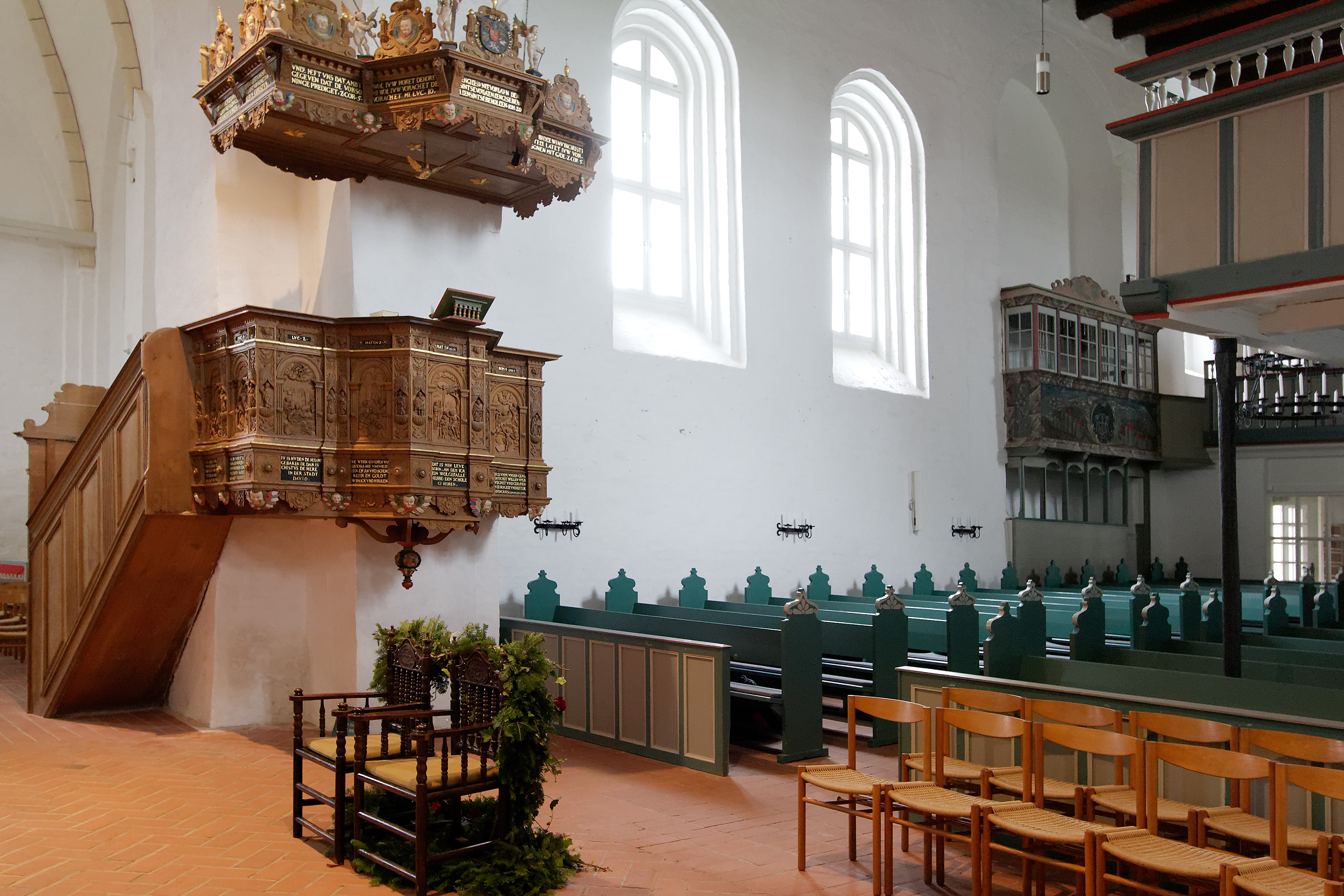
Kansel

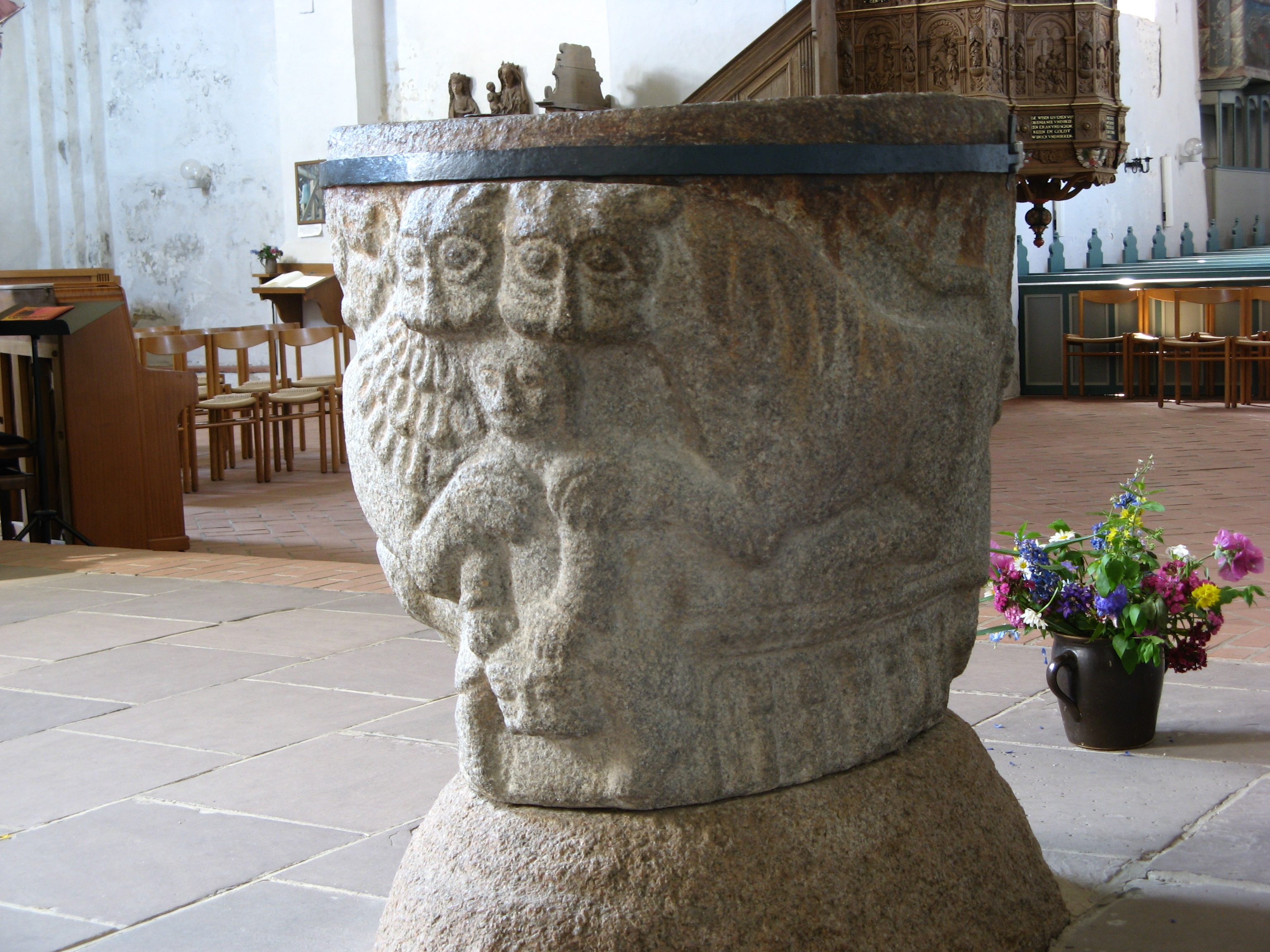
Doopvont

De kerk werd in de eerste helft van de 13e eeuw gebouwd, vermoedelijk op de plaats van een vroeger kerkgebouw. Het kerkschip en het zuidelijke dwarsschip werden in de romaanse stijl opgetrokken en van een vlak plafond voorzien. Het noordelijke deel van het dwarsschip verrees in de tweede helft van de 13e eeuw, hetgeen tot gevolg had dat ook het relatief nieuwe zuidelijke dwarsschip in de gotische stijl werd verbouwd. Een gotische verbouwing van het kerkschip bleef echter achterwege, de bouwheren stelden zich tevreden met het verhogen van de muren en ook nu nog kent het kerkschip een houten balkenplafond.
De kerk was de belangrijkste parochiekerk van Föhr en Amrum. Mogelijk was de kerk in de 12e/13e eeuw zelfs de zetel van een bisdom met de naam Frisia. Ook de voor plattelandskerken ongewone kruisvormige plattegrond wijst op een belangrijke status van de kerk; ten tijde van de bouw betrof het de op een na grootste kerk van Sleeswijk. Na de bouw van de Sint-Nicolaaskerk in Boldixum werd het gebied van de kerk verkleind toen de dorpen Boldixum en Wrixum niet meer vanuit Nieblum werden bediend.
Voor de reformatie was de kerk gewijd aan Johannes de Doper. Ook na de invoering van de reformatie op Föhr, die haar beslag kreeg in de jaren 1526-1530, bleef de kerk dezelfde naam voeren, ook al kent de protestantse leer niet de heiligenverering in dezelfde omvang van de voorreformatorische kerk.

## Bouw
Het huidige kruisvormige gebouw van baksteen bestaat in zijn vorm sinds de 13 eeuw en heeft een 32 meter hoge vroeggotische toren. De tot tweeënhalve meter dikke muren van de toren zijn van tufsteen gebouwd en met baksteen bekleed. Anders dan bij de andere twee middeleeuwse kerken van Föhr werden de toren en het schip vrijwel tegelijkertijd gebouwd. In de zuidelijke muur bevindt zich van de voorgangerkerk een tympanonreliëf van de voorgangerkerk.
Aan het langgerekte kerkschip sluit zich een koor en een lage apsis aan. De vensters in de zuidelijke muur werden later vergroot om meer licht door te laten, de vensters in de noordelijke muur werden echter verkleind en smaller gemaakt. Meestal zijn de vensters spitsbogig.
De kerk heeft op het zuiden twee ingangen, één in de muur van het kerkschip en één in het zuidelijk transept via een barokke voorbouw uit 1688. Het noordelijk portaal bestaat niet meer. De aan de noordzijde van het koor aangebouwde sacristie dateert uit de laatgotische tijd.
Op de oudere voorgangerkerk wijzen de bewerkte en hergebruikte granieten blokken bij de funderingen van de kerk. Het oorspronkelijke bouwmateriaal van de huidige kerk bestaat echter hoofdzakelijk uit kloostermoppen. De kleinere bakstenen in de muren werden bij latere renovatie toegepast. Sinds 1964 wordt er bij een restauratie echter steeds gekozen voor het formaat van de oorspronkelijke kloostermop.

## Inrichting
Een grote koorboog markeert de grens tussen het kerkschip en het voor de reformatie uitsluitend aan de geestelijken voorbehouden oostelijke deel van de kerk. Het kerkschip heeft een eenvoudige houten zoldering, terwijl de oostelijke bouwdelen van gewelven zijn voorzien.

#### Altaar
Het altaar uit het jaar 1487 betreft een laatgotisch altaar met vijf vleugels. Aan de buitenzijde van de vleugels bezit het altaar olieverfschilderijen met scènes uit het leven van de kerkpatroon Johannes de Doper. In geheel openstaande stand toont het altaar 16 beelden uit de christelijke iconografie. De centrale plaats wordt ingenomen door Maria, die door Christus wordt gekroond. Op grond van de belangrijke plaats van Maria in het altaar is er duidelijk sprake van een rooms-katholiek altaar. Vanuit het perspectief van de toeschouwer staat links van de kroningsscène een beeld van Sint-Jan en rechts een paus met een tiara op (mogelijk Silvester I). De overige beelden stellend de apostelen voor. Boven de altaaropzet is een kruisigingsgroep te zien. In de lege nis van de predella stond voor de reformatie de monstrans die tijdens de mis werd getoond. De beide schilderijen op de predella stellen de Voetwassing en het Avondmaal voor.

#### Orgel
Het orgel werd in 1838 op een in 1660 gebouwde galerij geïnstalleerd. Het werd in de jaren 1976-1978 door Detlef Kleuker vergroot tot 33 registers.

#### Kansel
De kerk bezit twee kansels. De oudste staat in het koor en is zeer eenvoudig. In 1618 werd een tweede rijkversierde kansel gemaakt in de stijl van de renaissance. De kansel is afkomstig uit het atelier van Heinrich Ringerink uit Flensburg en toont reliëfs van de zondeval, de verkondiging, de geboorte van Jezus, de aanbidding van de koningen, de doop van Jezus, de kruisiging en het Jongste Gericht voor. Aan de sokkel en aan het klankbord zij de bijpassende Bijbelcitaten in het Nederduits aangebracht. Aan de pilasters tussen de reliëfs worden de apostelen uitgebeeld.

#### Doopvont
Het romaanse doopvont werd omstreeks 1200 van een granieten kei gemaakt en is het oudste voorwerp in de kerk. Het behoort kunsthistorisch tot de belangrijkere werken in Noord-Duitsland uit de romaanse periode. De forse ‘’cuppa’’ staat op een ovale sokkel. Er zijn twee reliëfs op aangebracht die de strijd tussen goed en kwaad om de ziel van de mens uitbeelden. Deze strijd kan alleen door middel van de doop in de naam van de drie-enige God worden beslecht. Het ene reliëf betreft een ridder die een mythisch wezen, half leeuw en half slang, aanvalt dat reeds een mens voor de helft heeft verslonden. Het ertegenover liggende reliëf wordt gevormd door twee leeuwen die een mens omklemmen, die op zijn beurt op een monsterlijk creatuur zit. Oorspronkelijk werden dopelingen driemaal in de met lood beklede holte van het doopvont gedompeld, maar deze praktijk werd vanaf 1542 met een nieuwe kerkordening voor Sleeswijk-Holstein vervangen door besprenkeling. De schaal die hiervoor gebruikt wordt en in de opening van het doopbekken hangt stamt uit de 17e eeuw.

#### Beeld Johannes de Doper
In de zuidoostelijke hoek van het koor staat op een stenen sokkel een houten beeld van Johannes de Doper van 2,75 meter hoog. Het 15e-eeuwse beeld werd bij een restauratie in 1980 volgens een ouder kleurschema beschilderd. Sint-Jan staat met een bijbel en een lam predikend op de rug van een kleine man, waarvan men aanneemt dat hij koning Herodes moet voorstellen, die volgens de Bijbel Johannes liet onthoofden. Het beeld bevindt zich niet meer in de oorspronkelijke staat; de Bijbel met daarop het beeld van het lam werden later toegevoegd, terwijl de kruisstaf ontbreekt.

#### Reliëfbeelden
Aan de noordelijke koorboog bevinden zich de 15e-eeuwse reliëfbeelden van de apostelen Petrus en Paulus. Een reliëf met drie vrouwen (de heilige Barbara, de heilige Maria met Kind en de heilige Dorothea) bevindt zich aan de westelijke muur van het zuidelijke transept, de heilige Michaël bevindt zich ten noorden van de boog tussen het transept en het schip. Een beeld van de heilige Catharina staat ten slotte ten oosten van de boog tussen de viering en zuidelijke transept en dateert uit het jaar 1520.

#### Epitaaf
Het epitaaf van Inwer Siewertsen Jacobs hangt aan de oostelijke muur van het zuidelijke transept. Het epitaaf hing oorspronkelijk in de kerk van Königsbüll op het eiland Strand en werd na het verlies van de kerk als gevolg van de Tweede Grote Mandrenke in 1634 naar Nieblum gebracht. Het rijk versierde epitaaf werd door de houtsnijder Heinrich Ringering gemaakt.

#### Sacramentskast
In een nis links van de apsis bevindt zich een kast met fraai houtsnijwerk voor het bewaren van liturgisch vaatwerk.

## Kerkhof
De kerk wordt net als veel andere parochiekerken op het eiland geheel omgeven door een groot kerkhof, dat met bomen wordt omzoomd. Zoals op de andere kerkhoven bleven ook hier een groot aantal prachtige grafzerken uit de barokke tijd bewaard. Ongeveer 250 stenen staan voor het grootste deel nog op de oude plaats, enkele zijn vanwege de waarde verplaatst naar een meer beschermde omgeving.
De grafstenen berichten in het Hoogduits of Nederduits respectievelijk Latijns in kunstzinnig schrift uitvoerig over de levenswandel van de begraven personen. Vaak worden er op de stenen scènes uit de Heilige Schrift uitgebeeld of van de overledenen zelf en bij zeevarenden treft men ook het motief van een schip aan. Alle stenen getuigen echter van het onwrikbare christelijke geloof van de overledenen, dat in de figuur van de veelvuldig afgebeelde Jezus het voornaamste symbool vindt.
Een bijzondere traditie van de iconografie bleef bewaard in een  floraal motief: de man en de zonen van de familie worden op een grafsteen als tulpachtige bloemen voorgesteld, terwijl de vrouw en de dochters als bloemen met vier bloembladen worden voorgesteld; een geknakte bloem wijst erop dat de betreffende persoon tijdens het maken van de steen reeds was overleden.